# Học thuyết Bernanke
Học thuyết Bernanke là do Ben Bernanke, hiện là Giám đốc Ngân hàng Trung ương Mỹ (Chairman of the Board of Governors), hay còn gọi là Cục dự trữ Liên bang (FED), đưa ra.
Bernanke nhấn mạnh rằng Quốc hội Mỹ trao trách nhiệm cho Cục dự trữ liên bang đảm bảo sự ổn định của giá cả (một trong nhiều mục tiêu của FED), tránh giảm phát cũng như lạm phát. Ông tuyên bố rằng giảm phát luôn có thể tránh được trong hệ thống tiền tệ giấy in (fiat money system). Khi độc quyền in tiền, hoặc ở những quốc gia mà các ngân hàng phát hành tiền (có nhiều loại tiền khác nhau, không chỉ có tiền giấy) nhưng chịu sự quản lý chung của ngân hàng trung ương, thì cơ quan quản lý tiền tệ có khả năng thay đổi lượng cung tiền, và như vậy ảnh hưởng tới lãi suất (để đạt được mục tiên của chính sách tiền tệ). Bernanke khẳng định rằng FED "có đủ công cụ chính sách cần thiết để đảm bảo rằng giảm phát nếu có xảy ra sẽ không lớn và nhanh chóng mất".
Để chống giảm phát, Bernanke đưa ra bảy biện pháp.